# Saint-Julien-lès-Gorze
Saint-Julien-lès-Gorze är en kommun i departementet Meurthe-et-Moselle i regionen Grand Est (tidigare regionen Lorraine) i nordöstra Frankrike. Kommunen ligger i kantonen Chambley-Bussières som tillhör arrondissementet Briey. År 2022 hade Saint-Julien-lès-Gorze 162 invånare.

## Befolkningsutveckling
Antalet invånare i kommunen Saint-Julien-lès-Gorze
| Referens: INSEE |